# Port lotniczy Rotorua
Port lotniczy Rotorua (IATA: ROT, ICAO: NZRO) – port lotniczy położony w Rotorua, na Wyspie Północnej, w Nowej Zelandii.

## Linie lotnicze i połączenia
| Linie lotnicze                                           | Połączenia                            |
| -------------------------------------------------------- | ------------------------------------- |
| Air New Zealand                                          | Sydney                                |
| Air New Zealand obsługiwane przez Air Nelson             | Wellington                            |
| Air New Zeland obsługiwane przez Eagle Airways           | Auckland, Wellington                  |
| Air New Zeland obsługiwane przez Mount Cook Airline      | Christchurch, Queenstown              |
| Sunair                                                   | Gisborne, Kerikeri, Napier, Whangarei |
| White Island Flights obsługiwane przez East Bay Aviation | Whakatane                             |